# Славутський район
Славу́тський райо́н — колишній район на півночі Хмельницької області. Центр — місто Славута. До 1923 року — Славутська волость Заславського повіту.

## Загальні відомості
Площа району становить 1,2 тис. км². Населення — 35,8 тис. мешканців (2004).
Межує на північному заході і півночі з Рівненською областю (Острозький, Гощанський і Корецький райони), на сході із Житомирською областю (Новоград-Волинський і Баранівський райони), на південному сході з Шепетівським районом і Шепетівською міськрадою, на півдні з Ізяславським та Шепетівським районами, на заході з Нетішинською міськрадою, у центрі зі Славутською міськрадою Хмельницької області.
Район розташований у межах Волинської височини.
Територією району течуть річки Горинь, Корчик, Утка, Цвітоха та інші, тут знаходиться озеро Теребежі, Голубі озера, та озера 8-го кілометра. Через район проходять залізниця Шепетівка—Здолбунів і автошлях Старокостянтинів—Рівне—Городище—Житковичі (Білорусь) Н25.
У районі 36 сільських рад; 79 сіл. У межах району також розташовані 2 міста обласного значення — Славута, Нетішин (Хмельницька АЕС), які адміністративно до складу району не входять.

## Історія
25 листопада 1921 р. через Жуків теперішнього Славутського району, вертаючись з Листопадового рейду, проходила Подільська група (командувач Сергій Чорний) Армії Української Народної Республіки.
Адміністративно-територіальну одиницю — «Славутський район» — було створено 7 березня 1923 році з Славутської та Кривинської волостей. 21 липня 1924 р. до району було приєднано частину Берездівського району з м. Берездовом. 3 лютого 1931 р. до Славутського району було приєднано Ганнопільський. Остаточно Славутський район було сформовано 23 вересня 1959 р., коли до нього додано було другу частину Берездівщини, яка до того часу була у складі Шепетівського району.
У XV–XVII ст. район являв собою частину Острозького князівства, а після вигаснення цього князівського роду відійшов до князів Любомирських. У 1712 році у результаті одруження Жозефіни-Маріанни Любомирської з Павлом Каролем Сангушком (1682–1750) територія Славутського району переходить у власність роду князів Сангушків, яким належить до 1917 року. Перші згадки про поселення на території Славутського району відносяться до 30-х років XVI ст.
Після поділу Речі Посполитої у 1793 та 1795 роках територія району була анексована Російською імперією. В цей же час на території с. Кривин відомий ірландський архітектор Діонісій Маклер збудував ландшафтний парк. Під час Франко-російської війни 1812 року на Славутчині розташовувалися частини 3-ї армії генерала О. Тормасова. Населення Славутського району у 1863 році брало активну участь у Польському повстанні, тут квартирує один з польських загонів Ружицького. Наприкінці XIX ст. на лікуванні у володіннях князів Сангушків перебували Леся Українка,
19 жовтня 1917 року відбулося повстання 264 піхотного полку що квартирував у місті Славута. Під час цього повстання було вбито останнього прямого нащадка князів Сангушків — Романа Владиславовича.
У результаті Польсько-радянської війни Славутський район стає прикордонною зоною.
Під час Другої Світової війни у місті Славута діяв концтабір «Грослазарет-301». З фашистськими окупантами на території району боролися партизани загону імені Ф. М. Михайлова та бойові групи УПА «Північ».
05.02.1965 Указом Президії Верховної Ради Української РСР передано сільради: Городнявську та Дубіївську Славутського району до складу Шепетівського району.

## Політика
25 травня 2014 року відбулися Президентські вибори України. У межах Славутського району було створено 66 виборчих дільниць. Явка на виборах складала — 74,05% (проголосували 18 190 із 24 565 виборців). Найбільшу кількість голосів отримав Петро Порошенко — 54,45% (9 904 виборців); Юлія Тимошенко — 17,42% (3 169 виборців), Олег Ляшко — 14,15% (2 574 виборців), Анатолій Гриценко — 3,84% (698 виборців). Решта кандидатів набрали меншу кількість голосів. Кількість недійсних або зіпсованих бюлетенів — 1,15%.

## Природно-заповідний фонд

### Національні природні парки
Мале Полісся (загальнодержавного значення).

### Ботанічні заказники
Колонія підсніжника, Теребіжі (загальнодержавного значення), Хутірський.

### Геологічні заказники
Голицький.

### Гідрологічні заказники
Голубе Озеро, Княже озеро.

### Ландшафтні заказники
Устилів, Мирутинський.

### Лісові заказники
Дубовий гай, Сосновий бір.

### Ботанічні пам'ятки природи
Голицька Дача, Дуб звичайний, Дуби велетні, Дубове насадження, Курган, Підсніжник звичайний, Славутська діброва.

### Геологічні пам'ятки природи
Валуни льодовикового періоду.

### Гідрологічні пам'ятки природи
Витік р. Утка, Джерело здоров'я, Свята криниця, Три дуби.

### Комплексні пам'ятки природи
Печиводська.

### Парки-пам'ятки садово-паркового мистецтва
Ганнопільський, Кривинський, Славутський.

## Пам'ятки
У Славутському районі Хмельницької області згідно з даними управління культури, туризму і курортів Хмельницької облдержадміністрації перебуває 56 пам'яток історії. 54 з них присвячені подіям німецько-радянської війни

## Відомі люди
- Овсійчук Володимир Антонович
- Царук Олександр Васильович
- Кузьмук Олександр Іванович
- Олейнюк Клим Карпович